# Liste der Territorien im Heiligen Römischen Reich

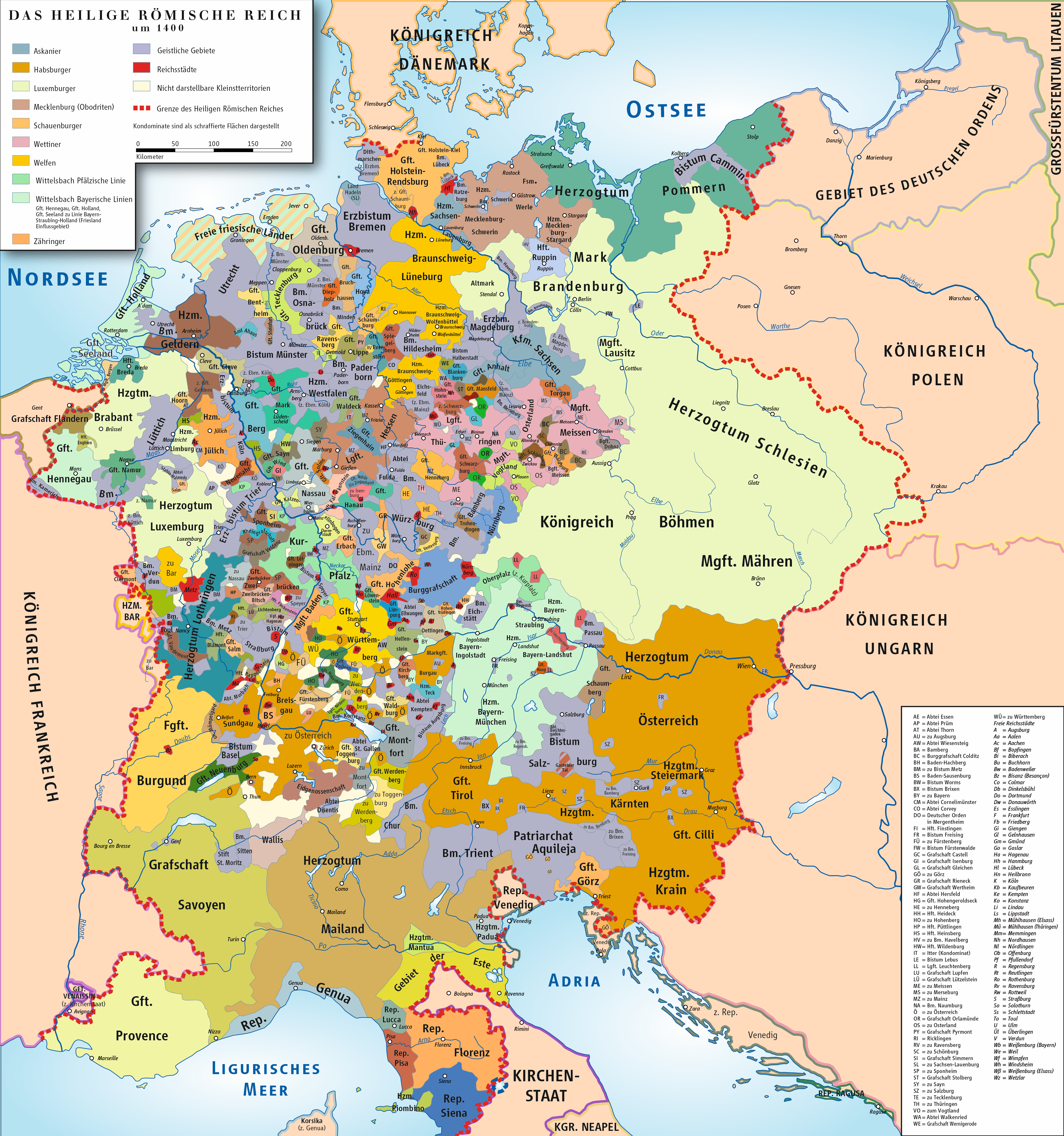
Karte der Territorien im Heiligen Römischen Reich um 1400

Diese Liste der Territorien des Heiligen Römischen Reiches enthält Territorien, die dem Heiligen Römischen Reich wenigstens zeitweise zugehört haben. Unter Territorien des Heiligen Römischen Reiches sind zunächst die Reichsstände zu verstehen, die im Reichstag im Kurfürstenrat, Reichsfürstenrat und Reichsstädtekollegium repräsentiert sind. Insbesondere Reichsgrafen waren meist gar nicht oder nur durch Kuriatstimmen im Reichstag vertreten und bildeten keinen Reichsstand mit vollem Stimmrecht.
Die in der alphabetischen Liste aufgeführten Links verweisen entweder direkt auf einen gleichnamigen Artikel, bei Städten meist auf den allgemeinen Stadtartikel oder aber auf übergeordnete Territorien bzw. Regionen oder auf Adelsfamilien. Problematisch ist hier, dass bei kleineren Gebieten eine Trennung von Territorial- und Familiengeschichte meist nicht möglich ist. Bei den geistlichen Territorien besteht die Schwierigkeit darin, zwischen geistlicher und weltlicher Sphäre zu trennen. Die Artikel zu Kurmainz, Kurköln und Kurtrier im Gegensatz zu den Bistumsartikeln (als Diözese) bilden vielfach eine Ausnahme. Allerdings wird oftmals zwischen Bistum und Fürstbistum/Hochstift unterschieden.
Weitere Schwierigkeiten ergeben sich daraus, dass der Name einer freien Stadt oftmals auch der Name eines benachbarten Fürstentums ist, zu dem die Stadt gerade nicht gehörte oder aus dessen Einflussbereich sie sich mit der Zeit herausgelöst hatte (z. B. Lübeck, Nürnberg, Bremen). Ferner weisen bestimmte Territorialnamen einen erheblichen Bedeutungswandel auf (insbesondere Österreich, Bayern, Sachsen).
Schließlich sind die Territorien des Heiligen Römischen Reiches gegenüber solchen Territorien abzugrenzen, die zur Zeit des Heiligen Römischen Reiches Bestand hatten und deutschsprachige Bevölkerungsteile aufwiesen, aber nicht Teil des Heiligen Römischen Reiches waren. Oftmals hatten diese Territorien auch dynastische Verbindungen zu Territorien innerhalb des Reiches (insbesondere Preußen, Ungarn, Schleswig, siehe die Liste am Ende des Artikels).
Es sei auch auf die Kategorien Weltliches Reichsfürstentum, Reichsgrafschaft, Geistliches Reichsfürstentum, Reichsabtei, Reichsstadt und Territorium im Heiligen Römischen Reich verwiesen.

## Erläuterungen
Die Liste enthält zunächst den Kurznamen des Gebietes, in Klammern seine damalige Rechtsstellung und sodann seine geografische Lage gemäß der Codierung ISO 3166 und – sofern es innerhalb der Bundesrepublik Deutschland liegt – gemäß ISO 3166-2:DE.

## A
1. Aach (Herrschaft), DE-BW
2. Aachen (Reichsstadt), DE-NW
3. Aalen (Reichsstadt), DE-BW
4. Aalst (Grafschaft), BE
5. Aarberg (Grafschaft), CH
6. Aargau (Grafschaft), CH
7. Abenberg (Grafschaft), DE-BY
8. Abenberg (Reichsritter), DE-BY
9. Abensberg (Grafschaft), DE-BY
10. Ahaus (Amt), DE-NW
11. Ahaus (Herrschaft), DE-NW
12. Altbruchhausen (Grafschaft), DE-NI
13. Altena (Grafschaft), DE-NW
14. Altenberg (Reichsabtei), DE-HE
15. Andechs (Grafschaft), DE-BY
16. Anhalt (Grafschaft, Fürstentum), DE-ST
17. Anhalt-Aschersleben (Grafschaft, Fürstentum), DE-ST
18. Anhalt-Bernburg (Grafschaft, Fürstentum, Herzogtum), DE-ST
19. Anhalt-Dessau (Grafschaft, Fürstentum, Herzogtum), DE-ST
20. Anhalt-Harzgerode (Fürstentum), DE-ST
21. Anhalt-Köthen (Fürstentum, Herzogtum), DE-ST
22. Anhalt-Zerbst (Fürstentum), DE-ST
23. Anholt (Herrschaft), DE-NW
24. Ansbach (Markgraftum, Fürstentum), DE-BY
25. Antwerpen (Markgrafschaft), BE
26. Appenzell (Zugewandter Ort, Eidgenössischer Ort), CH
27. Aquileia (Patriarchat, Hochstift), IT, SI
28. Arenberg (Herrschaft), (Grafschaft, Herzogtum), DE-NI
29. Arnsberg (Grafschaft), DE-NW
30. Artois (Grafschaft), FR
31. Aschaffenburg (Fürstentum), DE-BY
32. Augsburg (Hochstift), DE-BY
33. Augsburg (Reichsstadt), DE-BY

## B
1. Baden (Grafschaft), CH
2. Baden (Markgrafschaft, Großherzogtum), DE-BW
3. Baden-Baden (Markgrafschaft), DE-BW
4. Baden-Durlach (Markgrafschaft), DE-BW
5. Baden-Hachberg (Markgrafschaft), DE-BW
6. Badenweiler (Herrschaft), DE-BW
7. Baindt (Reichsabtei), DE-BW
8. Bamberg (Hochstift), DE-BY
9. Bar (Grafschaft, Herzogtum), FR
10. Barby (Reichsgrafschaft), DE-ST
11. Basel (Hochstift, Zugewandter Ort), CH, DE-BW
12. Basel (Reichsstadt, Eidgenössischer Ort), CH
13. Bayern/Baiern (Herzogtum), DE-BY, AT
14. Bayern (Kurfürstentum), DE-BY, AT
15. Bayreuth (Markgraftum, Fürstentum), DE-BY
16. Bentheim (Grafschaft), DE-NI
17. Berchtesgaden (Fürstpropstei), DE-BY
18. Berg (Grafschaft, Herzogtum), DE-NW
19. Bergen (Markgrafschaft), NL
20. Bergweiler (Herrschaft), DE-RP
21. Berka (Grafschaft, Herrschaft), DE-TH
22. Bern (Reichsstadt, Eidgenössischer Ort), CH
23. Besançon (Erzstift), FR
24. Besançon (Freie Reichsstadt), FR
25. Beuthen (Herzogtum, Freie Standesherrschaft, Minderherrschaft), PL
26. Biberach (Reichsstadt), DE-BW
27. Biel/Bienne (Zugewandter Ort), CH
28. Bitburg (Propstei), DE-RP
29. Blankenburg (Grafschaft, Reichsfürstentum), DE-ST, DE-NI
30. Blankenheim und Gerolstein (Grafschaft), DE-RP
31. Böhmen (Herzogtum, Königreich), CZ
32. Bonndorf (Grafschaft), DE-BW
33. Bopfingen (Reichsstadt), DE-BW
34. Brabant (Gaugrafschaft, Landgrafschaft, Herzogtum), NL, BE
35. Brandenburg (Markgrafschaft, Kurfürstentum), DE-BB, DE-BE, DE-MV, DE-ST, PL
36. Brandenburg-Ansbach (Markgrafschaft), DE-BY, DE-BW
37. Brandenburg-Bayreuth (Markgrafschaft), DE-BY
38. Brandenburg-Kulmbach (Markgrafschaft), DE-BY
39. Brandenburg (Hochstift), DE-BB, DE-ST
40. Braunschweig-Calenberg (Herzogtum), DE-NI
41. Braunschweig-Celle (Herzogtum), DE-NI
42. Braunschweig-Grubenhagen (Herzogtum), DE-NI
43. Braunschweig-Lüneburg (Herzogtum), DE-NI, DE-SH
44. Braunschweig-Wolfenbüttel (Fürstentum), DE-NI, DE-ST
45. Breda (Herrschaft), NL
46. Breisgau (Landgrafschaft), DE-BW
47. Bremen (Erzstift, Herzogtum), DE-NI, DE-HB
48. Bremen (Freie Reichsstadt, Land), DE-HB, DE-NI
49. Bremen-Verden (Herzogtum), DE-NI
50. Breuberg (Herrschaft), DE-HE
51. Breslau (Herzogtum), PL
52. Bretzenheim (Herrschaft), DE-RP
53. Brieg (Herzogtum), PL
54. Brixen (Hochstift), IT
55. Bruchsal (Fürstentum), DE-BW
56. Bruchhausen (Grafschaft) → aufgegangen in Grafschaft Hoya, DE-NI
57. Buchau (Reichsstift), DE-BW
58. Buchau (Reichsstadt), DE-BW
59. Buchhorn (Reichsstadt), DE-BW
60. Burgau (Markgrafschaft), DE-BY
61. Burgberg (Herrschaft), DE-BW
62. Burgrain (Herrschaft), DE-BY
63. Burgund (Königreich, Herzogtum), FR, CH, IT
64. Burgund (Pfalzgrafschaft), FR
65. Burgundische Niederlande, NL, BE, LU, FR
66. Bürresheim (Herrschaft), DE-RP
67. Burtscheid (Reichsstift), DE-NW
68. Buxheim (Kartause), DE-BY

## C
1. Calenberg (Fürstentum), DE-NI
2. Calw (Grafschaft), DE-BW
3. Cambrai (Hochstift, Erzstift), FR
4. Cambrai (Reichsstadt), FR
5. Cammin (Hochstift, Fürstentum), PL
6. Castell (Grafschaft), DE-BY
7. Chiemsee (Hochstift), DE-BY
8. Chiny (Grafschaft) CHI
9. Chur (Hochstift), CH
10. Cilli (Grafschaft), SI
11. Coburger Pflege (Reichslehen, gefürstete Grafschaft), DE-BY, DE-TH
12. Coburg (Fürstentum), DE-BY
13. Colmar (Reichsstadt, Zehnstädtebund), FR
14. Comburg (Ritterstift), DE-BW
15. Corvey (Reichsabtei, Hochstift), DE-NW
16. Créhange → Kriechingen, FR

## D
1. Dagstuhl (Herrschaft), DE-SL
2. Daun (Amt), DE-RP
3. Delmenhorst (Grafschaft), DE-NI
4. Deutsch-Wartenberg (Herrschaft)
5. Diepholz (Grafschaft), DE-NI
6. Diez (Grafschaft), DE-RP, DE-HE
7. Dinkelsbühl (Reichsstadt), DE-BY
8. Disentis (Reichsabtei), CH
9. Dithmarschen (Bauernrepublik), DE-SH
10. Dohna (Burggrafschaft), DE-SN
11. Donauwörth (Reichsstadt), DE-BY
12. Dortmund (Grafschaft), DE-NW
13. Dortmund (Reichsstadt), DE-NW
14. Duisburg (Reichsstadt), DE-NW
15. Drei Bünde (Freistaat, Zugewandter Ort), CH, IT
16. Drenthe (Grafschaft), NL
17. Dyck (Herrschaft), DE-NW

## E
1. Eberstein (Grafschaft) DE-BW
2. Echternach (Reichsabtei), LU, DE-RP
3. Egerland (reichsunmittelbares Territorium), CZ
4. Eglingen (Herrschaft), DE-BW
5. Eglofs (Grafschaft), DE-BW
6. Eichsfeld (Fürstentum), DE-TH
7. Eichstätt (Hochstift), DE-BY
8. Einsiedeln (Reichsabtei), CH
9. Elchingen (Reichsabtei, Reichsstift), DE-BW, DE-BY
10. Ellwangen (Reichsabtei), DE-BW
11. Ellwangen (Fürstpropstei), DE-BW
12. Elsass (Landgrafschaft), FR
13. Elsass und Burgund (Ballei), DE-BW
14. Elsen (Herrschaft), DE-NW
15. Elten (Reichsstift), DE-NW
16. Engelberg (Abtei), CH
17. Enghien (Herrschaft), BE
18. Eppstein (Herrschaft), DE-HE
19. Erbach (Herrschaft, Grafschaft), DE-HE
20. Erfurt (Fürstentum), DE-TH
21. Essen (Reichsabtei, Gefürstete Abtei), DE-NW
22. Esslingen am Neckar (Reichsstadt), DE-BW
23. Este Markgrafschaft, IT
24. Ettenheim (Fürstentum im Hochstift Straßburg) DE-BW
25. Everstein (Grafschaft) DE-NI

## F
1. Fagnolle (Reichsgrafschaft), BE
2. Falkenstein (Grafschaft), DE-RP
3. Feuchtwangen (verpfändete Reichsstadt), DE-BY
4. Finstingen (Herrschaft), FR
5. Flandern (Grafschaft), BE, FR, NL
6. Fleckenstein (Herrschaft), FR
7. Florenz (Republik), IT
8. Formbach (Grafschaft), DE-BY
9. Franckenstein (Herrschaft), DE-HE
10. Franken (Herzogtum), DE-HE, DE-BW, DE-RP, DE-BY
11. Fränkischer Kreis im Kurfürstentum Sachsen (Verwaltungsbezirk), DE-BY, DE-TH
12. Frankfurt am Main (Reichsstadt), DE-HE
13. Freiburg im Breisgau (Grafschaft), DE-BW
14. Freiburg im Üechtland (Reichsstadt, Eidgenössischer Ort), CH
15. Freising (Hochstift), DE-BY
16. Freudenthal (Herrschaft, Herzogtum), CZ
17. Friedberg Hessen (Burggrafschaft), DE-HE
18. Friedberg Hessen (Reichsstadt), DE-HE
19. Friedberg-Scheer Baden (gefürstete Reichsgrafschaft), DE-BW
20. Friesland (Land, Landschaft), NL
21. Fritzlar (Fürstentum), DE-HE
22. Fugger (Grafschaft, Fürstentum), DE-BY
23. Fulda (Abtei, Reichsabtei, Hochstift), DE-HE
24. Fulda und Corvey (Fürstentum), DE-HE, DE-NI
25. Fürstenberg (Grafschaft, Fürstentum), DE-BW
26. Fürstenwalde (Bistum) → Lebus (Hochstift), DE-BB, PL

## G
1. Gandersheim (Reichsstift), DE-NI
2. Geldern (Grafschaft, Herzogtum), DE-NW, NL
3. Gelnhausen (Reichsstadt), DE-HE
4. Gemen (Herrschaft), DE-NW
5. Genf (Grafschaft), CH, FR
6. Genf (Hochstift), CH, FR
7. Genf (Stadt, Zugewandter Ort), CH
8. Gengenbach, (Reichsabtei), DE-BW
9. Gengenbach, (Reichsstadt), DE-BW
10. Genua (Republik), IT, FR
11. Gernrode, (Frauenstift), DE-ST
12. Gersau (Republik, Zugewandter Ort), CH
13. Giengen, (Reichsstadt), DE-BW
14. Gimborn (Grafschaft), DE-NW
15. Glarus (Eidgenössischer Ort), CH
16. Glatz (Grafschaft), PL
17. Gleichen (Grafschaft), DE-TH
18. Glogau (Fürstentum, Herzogtum), PL
19. Görlitz (Herzogtum), DE-SN, DE-BB, PL
20. Görz (Grafschaft, Gefürstete Grafschaft), IT, SI
21. Goslar (Reichsstadt), DE-NI
22. Göttingen (Fürstentum), DE-NI
23. Greyerz (Grafschaft), CH
24. Gronsfeld (Reichsgrafschaft), NL
25. Gurk (Bistum), AT
26. Gutenzell, (Reichsabtei), DE-BW

## H
1. Haag (Grafschaft), DE-BY
2. Hachberg-Sausenberg (Markgrafschaft), DE-BW
3. Hadeln (Land), DE-NI
4. Hadmersleben (Grafschaft), DE-ST
5. Hagenau (Landvogtei), FR
6. Hagenau (Reichsstadt, Zehnstädtebund), FR
7. Haigerloch (Herrschaft), DE-BW
8. Halberstadt (Hochstift, Fürstentum), DE-ST
9. Hallermund (Reichsgrafschaft), DE-NI
10. Hals (Grafschaft), DE-BY
11. Hamburg (Freie Reichsstadt), DE-HH, DE-SH, DE-NI
12. Hanau (Grafschaft), zuvor: Herrschaft Hanau, DE-HE
13. Hanau-Lichtenberg (Grafschaft), DE-HE, DE-BW, FR
14. Hanau-Münzenberg (Grafschaft), DE-HE
15. Hannover = Braunschweig-Lüneburg (Fürstentum, Herzogtum, Kurfürstentum), DE-NI
16. Harlingerland (Land), DE-NI
17. Harmersbach „Reichstal“ (Reichsunmittelbare Talschaft, Bauernrepublik)
18. Hartenstein (Grafschaft), DE-SN
19. Hattweiler (Herrschaft), DE-SL
20. Hatzfeld (Herrschaft), DE-HE
21. Havelberg (Hochstift), DE-BB, DE-ST
22. Heggbach (Reichsabtei), DE-BW
23. Heideck (Herrschaft), DE-BY
24. Heilbronn (Reichsstadt), DE-BW
25. Heiligenberg (Grafschaft, Landgrafschaft), DE-BW
26. Heinsberg (Herrschaft, Grafschaft), DE-NW
27. Heitersheim (Fürstentum, Großpriorat), DE-BW
28. Helfenstein (Grafschaft), DE-BW
29. Henneberg (Gefürstete Reichsgrafschaft), DE-TH, DE-BY
30. Henneberg-Schleusingen (Gefürstete Reichsgrafschaft), DE-TH
31. Henneberg-Schmalkalden (Gefürstete Reichsgrafschaft), DE-TH
32. Hennegau (Grafschaft), FR, BE
33. Herford (Frauenstift), DE-NW
34. Herford (Reichsstadt), DE-NW
35. Hersfeld (Reichsabtei, Fürstentum), DE-HE
36. Hessen (Landgrafschaft, Kurfürstentum), DE-HE
37. Hessen-Darmstadt (Landgrafschaft) DE-HE
38. Hessen-Eschwege (Landgrafschaft) DE-HE
39. Hessen-Homburg (Landgrafschaft), DE-HE
40. Hessen-Kassel (Landgrafschaft, Kurfürstentum), DE-HE
41. Hessen-Marburg (Landgrafschaft), DE-HE
42. Hessen-Rheinfels (Landgrafschaft), DE-RP
43. Hessen-Rotenburg (Landgrafschaft) DE-HE, DE-RP
44. Hessen-Wanfried (Landgrafschaft), DE-HE
45. Hildesheim (Hochstift, Fürstentum), DE-NI
46. Hinterpommern (Herzogtum), PL
47. Hoerstgen (Herrschaft), DE-NW
48. Hohenberg (Grafschaft), DE-BW
49. Hohenburg-Bissingen (Herrschaft), DE-BY
50. Hohenems (Reichsgrafschaft), AT
51. Hohengeroldseck (Grafschaft), DE-BW
52. Hohenlohe (Grafschaft, Fürstentum), DE-BW, DE-BY
53. Hohenlohe-Neuenstein (Grafschaft), DE-BW
54. Hohenlohe-Neuenstein-Ingelfingen (Grafschaft), DE-BW
55. Hohenlohe-Neuenstein-Kirchberg (Grafschaft), DE-BW
56. Hohenlohe-Neuenstein-Langenburg (Grafschaft), DE-BW
57. Hohenlohe-Neuenstein-Öhringen (Grafschaft), DE-BW
58. Hohenlohe-Waldenburg (Grafschaft, Fürstentum), DE-BW, DE-BY
59. Hohenlohe-Waldenburg-Bartenstein (Grafschaft, Fürstentum), DE-BW
60. Hohenlohe-Waldenburg-Schillingsfürst (Grafschaft, Fürstentum), DE-BY
61. Hohentrüdingen, Grafschaft → Truhendingen (Grafschaft), DE-BY
62. Hohenwaldeck (Grafschaft), DE-BY
63. Hohenzollern-Haigerloch (Grafschaft), DE-BW
64. Hohenzollern-Hechingen (Fürstentum), DE-BW
65. Hohenzollern-Sigmaringen (Fürstentum), DE-BW
66. Hohnstein (Grafschaft), DE-NI, DE-ST, DE-TH
67. Holland (Grafschaft), NL
68. Holstein (Grafschaft, Herzogtum), DE-SH, DE-HH
69. Holstein-Itzehoe (Grafschaft), DE-SH
70. Holstein-Kiel (Grafschaft), DE-SH
71. Holstein-Pinneberg (Grafschaft), DE-SH, DE-HH
72. Holstein-Plön (Grafschaft), DE-SH
73. Holstein-Segeberg (Grafschaft), DE-SH
74. Holstein-Rendsburg (Grafschaft), DE-SH, DE-HH
75. Holzappel (Reichsgrafschaft), DE-RP
76. Homburg (Reichsherrschaft), DE-NW
77. Hoorn (Grafschaft), NL
78. Hoya (Grafschaft), DE-NI

## I
1. Innerösterreich (Erzherzogtum/Statthalterei), AT, SI, HR, IT
2. Irsee (Reichsabtei), DE-BY
3. Isenburg (Grafschaft, Fürstentum), DE-HE, DE-RP
4. Isny (Reichsstadt), DE-BW
5. Istrien (Markgrafschaft), SI, HR
6. Italien (Königreich), IT, FR
7. Itter (Herrschaft, Kondominat), DE-HE

## J
1. Jägerndorf (Herzogtum), CZ
2. Jauer (Fürstentum), PL
3. Jever (Herrschaft), DE-NI
4. Jülich (Grafschaft, Markgrafschaft, Herzogtum), DE-NW, DE-RP, NL
5. Justingen (Herrschaft), DE-BW

## K
1. Kaisheim (Reichsstift), DE-BY
2. Kärnten (Herzogtum), AT, IT, SI
3. Kammerich → Cambrai, FR
4. Katzenelnbogen (Grafschaft), DE-HE, DE-RP
5. Kaufbeuren (Reichsstadt), DE-BY
6. Kaysersberg (Reichsstadt, Zehnstädtebund), FR
7. Kehdingen (Land), DE-NI
8. Kempten (Gefürstete Abtei), DE-BY
9. Kempten (Reichsstadt), DE-BY
10. Kerpen und Lommersum (Reichsgrafschaft), DE-NW
11. Kessel (Grafschaft), NL-LI, DE-NW, DE-RP
12. Kevernburg (Grafschaft), DE-TH
13. Kirchberg Schwaben (Grafschaft), DE-BW
14. Kirchberg Thüringen (Burggrafschaft), DE-TH
15. Klettgau (Landgrafschaft), DE-BW
16. Kleve (Grafschaft, Herzogtum), DE-NW
17. Kniphausen (Herrschaft), DE-NI
18. Koblenz (Ballei), DE-RP
19. Köln (Erzbistum/Kurfürstentum), DE-NW
20. Köln (Reichsstadt), DE-NW
21. Königsegg-Aulendorf (Grafschaft), DE-BW
22. Königsegg-Rothenfels (Grafschaft), DE-BY
23. Königstein und Eppstein (Reichsgrafschaft), DE-HE
24. Konstanz (Hochstift), DE-BW, CH
25. Kornelimünster (Reichsabtei), DE-NW
26. Kraiburg-Marquartstein (Grafschaft), DE-BY
27. Krain (Herzogtum), SI
28. Kriechingen (Grafschaft), FR
29. Kurpfalz-Bayern (Grafschaft, Kurfürstentum) DE-BY, DE-NW, DE-RP, DE-BW, DE-HE
30. Kyburg (Grafschaft), CH

## L
1. Landau (Reichsstadt, Zehnstädtebund), DE-RP
2. Landgrafschaft Burgund (Republik, Stadt und Republik Bern), CH-BE
3. Landsberg (Mark, Fürstentum), DE-SN, DE-ST
4. Landskron, Reichsritter, DE-RP
5. Landstuhl (Herrschaft), DE-RP
6. Lausanne (Hochstift), CH
7. Lavant (Bistum), AT
8. Lebenau (Grafschaft), DE-BY, AT
9. Lebus (Hochstift), DE-BB, PL
10. Leiningen (Grafschaft), DE-RP, DE-BW, DE-HE, FR
11. Leiningen (Fürstentum), DE-BW, DE-BY
12. Leiningen-Guntersblum (Grafschaft), DE-RP
13. Leiningen-Dagsburg-Hardenburg (Grafschaft), FR, DE-RP
14. Leiningen-Heidesheim (Grafschaft), DE-RP
15. Leiningen-Westerburg (Grafschaft), DE-RP
16. Leuchtenberg (Landgrafschaft), DE-BY
17. Leutkirch (Reichsstadt), DE-BW
18. Lichtenberg (Herrschaft, Grafschaft), FR
19. Liechtenstein (Fürstentum), FL
20. Liegnitz (Herzogtum, Fürstentum), PL
21. Ligne (Fürstentum), BE
22. Limburg (Herzogtum), BE, NL
23. Limburg (Grafschaft), DE-NW
24. Limpurg (Grafschaft der Schenken von Limpurg), DE-BW, DE-BY
25. Limpurg-Gaildorf (Grafschaft), DE-BW
26. Limpurg-Sontheim (Grafschaft), DE-BW
27. Limpurg-Speckfeld (Grafschaft), DE-BY
28. Lindau (Herrschaft, auch Lindow), DE-ST
29. Lindau (Reichsstadt), DE-BY
30. Lindau (Reichskloster, Reichsstift), DE-BY
31. Lingen (Grafschaft), DE-NI
32. Lippe (Grafschaft), DE-NW
33. Lixheim (Fürstentum), FR
34. Lobkowitz (Fürstentum), CZ
35. Lohn (Herrschaft, auch Lon oder Loen), DE-NW, NL-GE
36. Lohra (Grafschaft, Herrschaft), DE-TH
37. Loon (Grafschaft), BE
38. Looz (Herzogtum), BE, DE-NW
39. Lorsch (Reichsabtei), DE-HE
40. Lothringen (Herzogtum), FR, DE-SL
41. Löwenberg (Herzogtum, Fürstentum), PL
42. Löwenstein (Reichsgrafschaft), DE-BW
43. Löwenstein-Wertheim (Fürstentum), DE-BW, DE-BY, DE-HE, BE
44. Löwenstein-Wertheim-Freudenberg (Fürstentum), DE-BW
45. Löwenstein-Wertheim-Rochefort (Fürstentum), DE-BY, DE-BW, BE
46. Lübeck (Hochstift: Hochstift Lübeck, Fürstentum: Fürstentum Lübeck), DE-SH
47. Lübeck (Reichsstadt), DE-SH
48. Lucca (Republik), IT
49. Lüneburg (Fürstentum), DE-NI
50. Lupfen (Grafschaft), DE-BW
51. Lüttich (Hochstift), BE
52. Lützelstein (Grafschaft), FR
53. Luxemburg (Grafschaft, Herzogtum), LU, DE-SL, DE-RP, BE
54. Luzern, (reichsunmittelbarer Stadtstaat, Eidgenössischer Ort), CH

## M
1. Maden (Grafschaft), DE-HE
2. Magdeburg (Erzstift), DE-ST
3. Magdeburg (Herzogtum), DE-ST, DE-BB
4. Mähren (Markgrafschaft), CZ
5. Mailand (Herzogtum), IT, CH
6. Mainz (Erzstift), DE-RP, DE-HE, DE-BY, DE-TH
7. Mainz (Freie Stadt), DE-RP
8. Manderscheid (Amt, Herrschaft, Grafschaft), DE-RP
9. Mansfeld (Grafschaft), DE-ST
10. Mantua (Markgrafschaft, Herzogtum), IT
11. Marchtal (Reichsabtei), DE-BW
12. Mark (Grafschaft), DE-NW
13. Mecheln (Herrschaft), BE
14. Mecklenburg (Herzogtum), DE-MV, DE-SH
15. Mecklenburg-Güstrow (Herzogtum), DE-MV
16. Mecklenburg-Schwerin (Herzogtum), DE-MV
17. Mecklenburg-Stargard (Herzogtum), DE-MV
18. Mecklenburg-Strelitz (Herzogtum), DE-MV, DE-SH
19. Meißen (Hochstift), DE-SN
20. Meißen (Markgrafschaft), DE-SN
21. Meißen (Burggrafschaft), DE-SN
22. Memmingen (Reichsstadt), DE-BY
23. Mergentheim (Deutschmeistertum), DE-BW
24. Merseburg (Hochstift), DE-ST
25. Metz (Hochstift), FR
26. Metz (Reichsstadt), FR
27. Militsch (Freie Standesherrschaft), PL
28. Mindelheim (Herrschaft, Reichsfürstentum), DE-BY
29. Minden (Hochstift), DE-NW
30. Minden (Fürstentum), DE-NW
31. Mitwitz (Herrschaft), DE-BY
32. Modena (Herzogtum), IT
33. Modena-Breisgau (Herzogtum), DE-BW
34. Mosbach (Reichsstadt), DE-BW
35. Moers (Grafschaft), DE-NW
36. Moers (Fürstentum), DE-NW
37. Mömpelgard (Grafschaft, Reichsgrafschaft), FR
38. Montfort (Grafschaft), AT, CH, FL, DE-BY, DE-BW
39. Mühlhausen (Reichsstadt), DE-TH
40. Mülhausen Elsass (Reichsstadt, Zugewandter Ort), FR
41. Münster (Hochstift), DE-NW, DE-NI
42. Münster im Gregoriental (Reichsabtei), FR
43. Münster im Gregoriental (Reichsstadt, Zehnstädtebund), FR
44. Münsterberg (Herzogtum), PL
45. Munsterbilzen, (Reichsabtei), BE
46. Fürstabtei Murbach (Gefürstete Abtei), FR
47. Muri (Abtei), CH
48. Myllendonk (Herrschaft), DE-NW

## N
1. Nalbacher Tal „Hochgericht“ (Herrschaft), DE-SL
2. Namur (Markgrafschaft), BE
3. Nassau (Grafschaft, Herzogtum) s. auch: Haus Nassau, DE-HE, DE-RP, DE-NW, DE-SL
4. Nassau-Beilstein (Grafschaft), DE-HE
5. Nassau-Diez (Grafschaft), DE-RP
6. Nassau-Dillenburg (Grafschaft), DE-NW, DE-HE
7. Nassau-Hadamar (Grafschaft), DE-HE
8. Nassau-Idstein (Grafschaft), DE-HE
9. Nassau-Oranien (Fürstentum), FR, NL, DE
10. Nassau-Oranien-Fulda (Fürstentum), DE-HE
11. Nassau-Saarbrücken (Grafschaft), DE-SL
12. Nassau-Siegen (Grafschaft), DE-NW
13. Nassau-Usingen (Gefürstete Reichsgrafschaft), DE-HE
14. Nassau-Weilburg (Grafschaft), DE-HE
15. Naumburg (Hochstift), DE
16. Neipperg (Ritterschaft), DE-BW
17. Neisse, Fürstentum, CS, DE
18. Nellenburg (Landgrafschaft), DE-BW
19. Neresheim (Reichsabtei), DE-BW
20. Neubruchhausen (Grafschaft), DE-NI
21. Neuburg (Fürstentum), DE
22. Neuburg am Inn (Reichsgrafschaft), DE-BY
23. Neuenahr (Grafschaft), DE
24. Neuenburg (Grafschaft, Fürstentum), CH
25. Neumark (Mark), PL
26. Niederbayern (Herzogtum), DE
27. Niederlausitz (Markgrafschaft), DE
28. Niederlothringen (Herzogtum), FR
29. Niedermünster zu Regensburg (Reichsstift), DE-BY
30. Niederösterreich (Erzherzogtum/Statthalterei), AT,
31. Niederschlesien (Herzogtum), PL
32. Nomeny (Markgrafschaft), FR
33. Nordhausen (Reichsstadt), DE
34. Nördlingen (Reichsstadt), DE
35. Northeim (Grafschaft), DE
36. Nürnberg (Burggrafschaft), DE-BY
37. Nürnberg (Reichsstadt), DE-BY

## O
1. Oberbayern (Herzogtum), DE-BY
2. Oberehnheim (Reichsstadt, Zehnstädtebund), FR
3. Oberelsass (Landgrafschaft, Landvogtei), FR
4. Oberlausitz (Markgrafschaft), DE-SN, PL
5. Oberlothringen (Herzogtum), FR
6. Obermünster zu Regensburg (Reichsabtei), DE-BY
7. Oberösterreich (Erzherzogtum/Statthalterei), AT-8/9, IT, DE
8. Oberpfalz (Pfalzgrafschaft), DE-BY <gab es das?>
9. Oberschlesien (Herzogtum), PL
10. Oberschönenfeld (Abtei), DE
11. Ochsenhausen (Reichsabtei), DE-BW
12. Ochsenstein (Herrschaft), FR
13. Odenheim (Reichspropstei), DE-BW
14. Oels (Fürstentum, Herzogtum), PL
15. Oettingen (Grafschaft, Fürstentum), DE-BY, DE-BW
16. Offenburg (Reichsstadt), DE-BW
17. Olbrück (Herrschaft), DE-RP
18. Oldenburg (Grafschaft), DE-NI
19. Oldenburg (Herzogtum), DE-NI
20. Oppeln (Herzogtum), PL
21. Oranien (Grafschaft, Fürstentum), FR
22. Orlamünde (Grafschaft), DE
23. Ortenburg (Grafschaft), AT
24. Ortenburg (Reichsgrafschaft), DE-BY
25. Osnabrück (Hochstift), DE-NI
26. Osterland (Historische Landschaft) → aufgegangen in Markgrafschaft Landsberg, DE-SN, DE-ST
27. Österreich, (Herzogtum, Erzherzogtum), AT
28. Österreichische Niederlande, BE, LU
29. Ostfriesland (Reichsgrafschaft, Fürstentum), DE-NI, NL-GR
30. Ottobeuren (Reichsabtei), DE-BY

## P
1. Paderborn (Hochstift), DE-NW
2. Padua (Freie Stadt, Herzogtum), IT
3. Parma (Herzogtum), IT
4. Parchim-Richenberg (Fürstentum, Herrschaft), DE-MV
5. Passau (Hochstift), DE-BY, AT
6. Petershausen (Reichsabtei), DE-BW
7. Pfalzgrafschaft bei Rhein (Pfalzgrafschaft, Kurfürstentum), DE-RP, DE-BW
8. Pfalz-Lautern (Fürstentum, Herzogtum), DE-RP
9. Pfalz-Neuburg (Fürstentum, Herzogtum), DE-BY
10. Pfalz-Neumarkt (Pfalzgrafschaft), DE-BY
11. Pfalz-Mosbach (Pfalzgrafschaft), DE-BW
12. Pfalz-Mosbach-Neumarkt (Pfalzgrafschaft), DE-BW, DE-BY
13. Pfalz-Simmern (Fürstentum, Herzogtum), DE-RP, DE-SL, FR
14. Pfalz-Sulzbach (Fürstentum, Herzogtum), DE-BY
15. Pfalz-Veldenz (Fürstentum, Herzogtum), DE-RP
16. Pfalz-Zweibrücken (Pfalzgrafschaft, Fürstentum, Herzogtum), DE-RP
17. Pfullendorf (Reichsstadt), DE-BW
18. Piombino (Stadtstaat, Fürstentum), IT
19. Pisa (Republik), IT
20. Pleß (Freie Standesherrschaft), PL
21. Pommern (Herzogtum), DE-MV, DE-BB, PL
22. Pommern-Barth (Herzogtum), DE-MV
23. Pommern-Demmin (Herzogtum), PL
24. Pommern-Stettin (Herzogtum), PL
25. Pommern-Stolp (Herzogtum), PL
26. Pommern-Wolgast (Herzogtum), PL
27. Prignitz (Landschaft), DE-BB <ist eine historische Landschaft, war aber nie ein eigenständiges, reichsständisches Territorium des HRR>
28. Provence (Grafschaft), FR
29. Prüm (Fürstabtei) DE-RP, FR, BE, NL, LU
30. Pyrmont (Reichsgrafschaft), DE-NI

## Q
1. Quedlinburg (Frauenstift), DE-ST
2. Querfurt (Fürstentum), DE-ST

## R
1. Rantzau (Grafschaft), DE-SH
2. Rappoltstein (Herrschaft), FR
3. Ratibor (Herzogtum), PL, CZ
4. Ratzeburg (Grafschaft), DE-MV, DE-SH
5. Ratzeburg (Hochstift), DE-MV, DE-SH
6. Ratzeburg (Fürstentum, Land), DE-MV, DE-SH
7. Raugrafschaft im Nahegau (Grafschaft), DE-RP
8. Ravensberg (Grafschaft), DE-NW
9. Ravensburg (Reichsstadt), DE
10. Reckheim (Reichsgrafschaft), BE
11. Recklinghausen (Vest), DE-NW
12. Regensburg (Hochstift), DE-BY
13. Regensburg (Reichsstadt), DE-BY
14. Regenstein (Grafschaft), DE
15. Reichelsberg (Herrschaft), DE-BY
16. Reichenau (kgl. Kloster), DE-BW
17. Reichenstein (Herrschaft), DE-RP
18. Reifferscheid (Herrschaft), DE-NW
19. Reuß (Grafschaft, Fürstentum), DE-TH
20. Reuß-Ebersdorf (Grafschaft), DE-TH
21. Reuß-Gera (Grafschaft, Herrschaft), DE-TH
22. Reuß-Obergreiz (Grafschaft, Fürstentum, Herrschaft), DE-TH
23. Reuß-Untergreiz (Grafschaft, Fürstentum, Herrschaft), DE-TH
24. Reuß-Hirschberg (Grafschaft), DE-TH
25. Reuß-Lobenstein (Grafschaft, Fürstentum, Herrschaft), DE-TH
26. Reuß-Schleiz (Grafschaft, Fürstentum, Herrschaft), DE-TH
27. Reutlingen (Reichsstadt), DE-BW
28. Rheineck (Burggrafschaft), DE-RP
29. Rheingrafschaft (Grafschaft), DE-RP
30. Riedesel zu Eisenbach (Herrschaft), DE
31. Rieneck (Grafschaft), DE-BY
32. Rietberg (Grafschaft), DE-NW
33. Rötteln (Herrschaft), DE-BW
34. Roggenburg (Reichsstift, Reichsabtei), DE-BY
35. Rosheim (Reichsstadt, Zehnstädtebund), FR
36. Rostock (Herrschaft, Fürstentum), DE-MV
37. Rot an der Rot (Reichsabtei), DE-BW
38. Rothenburg ob der Tauber (Reichsstadt), DE-BY
39. Rottenmünster (Reichsabtei), DE-BW
40. Rottweil (Reichsstadt, Zugewandter Ort), DE-BW
41. Rügen (Fürstentum), DE-MV
42. Runkel (Herrschaft), DE-RP
43. Ruppin (Herrschaft), DE-BB
44. Rüstringen (Land), siehe: Jever, DE-NI <Rüstringen ist eine historische Landschaft, war aber kein reichsständisches Territorium des HRR>

## S
1. Saarbrücken (Grafschaft), DE-SL
2. Saarwerden (Grafschaft), FR
3. Sachsen (Herzogtum ernestinischer Gesamtstaat), DE-TH
4. Sachsen (Herzogtum), DE-SN, DE-ST
5. Sachsen (Kurfürstentum), DE-SN
6. Sachsen-Altenburg (Herzogtum), DE-TH
7. Sachsen-Coburg (Fürstentum), DE-BY
8. Sachsen-Coburg und Gotha (Herzogtum), DE-TH, DE-BY
9. Sachsen-Eisenach (Fürstentum), DE-TH
10. Sachsen-Eisenberg (Fürstentum), DE-TH
11. Sachsen-Gotha (Herzogtum), DE-TH
12. Sachsen-Hildburghausen (Herzogtum), DE-TH
13. Sachsen-Lauenburg (Herzogtum), DE-SH, DE-SH
14. Sachsen-Meiningen (Herzogtum), DE-TH
15. Sachsen-Merseburg (Herzogtum), DE-ST
16. Sachsen-Römhild (Herzogtum), DE-TH
17. Sachsen-Querfurt (Fürstentum), DE-ST
18. Sachsen-Saalfeld (Herzogtum), DE-TH
19. Sachsen-Weimar (Herzogtum), DE-TH
20. Sachsen-Weimar-Eisenach (Herzogtum), DE-TH
21. Sachsen-Weißenfels-Querfurt (Herzogtum), DE-ST, DE-TH
22. Sachsen-Wittenberg (Herzogtum), DE-ST
23. Sachsen-Zeitz (Herzogtum), DE-ST
24. Saffenburg (Herrschaft), DE-RP
25. Sagan (Herzogtum), CZ, DE, PL
26. Saint-Maurice (Territorialabtei), CH
27. Salem (Abtei, Reichsstift), DE-BW
28. Salm (Grafschaft, Fürstentum, siehe auch Fürstentum Salm), DE-NW, DE-RP, BE, LU, FR
29. Salzburg (Erzstift), AT, DE-BY
30. Sankt Emmeram zu Regensburg (Reichsabtei), DE-BY
31. Sankt Gallen (Reichsabtei, Zugewandter Ort), CH
32. Sankt Gallen (Reichsstadt, Zugewandter Ort), CH
33. Sankt Georgen zu Isny (Reichsabtei), DE-BW
34. Sankt Maximin (Reichsabtei), DE-RP
35. Sankt Michael zu Siegburg (Reichsabtei), DE-NW
36. Sankt Moritz/Wallis (Stift) → Saint-Maurice (Territorialabtei), CH
37. Sankt Ulrich und Afra zu Augsburg (Reichsstift), DE-BY
38. Savoyen (Grafschaft, Herzogtum), FR, IT, CH
39. Sayn (Grafschaft), DE-RP
40. Sayn-Hachenburg (Grafschaft), DE-RP
41. Sayn-Wittgenstein (Grafschaft), DE-NW
42. Schaffhausen (Reichsstadt, Eidgenössischer Ort), CH
43. Schaumburg (Grafschaft), DE-NI
44. Schaumburg-Lippe (Grafschaft), DE-NI, DE-NW
45. Schaunberg (Grafschaft), AT
46. Schellenberg (Herrschaft), FL
47. Schenken von Limpurg → Limpurg (Grafschaft)
48. Schleiden (Grafschaft), DE-NW
49. Schlesien (Herzogtum), CZ, DE-SN, PL
50. Schlettstadt (Reichsstadt, Zehnstädtebund), FR
51. Schmalkalden (Herrschaft), DE-TH
52. Schönburgische (Herrschaften und Grafschaften), DE-ST
53. Schöntal (Reichsabtei), DE-BW
54. Schussenried (Reichsabtei), DE-BW
55. Schwabegg (Herrschaft), DE-BY
56. Schwaben (Herzogtum), DE-BW, DE-BY, CH, FL, AT
57. Schwaben (Landvogtei), DE-BW
58. Schwäbisch Gmünd (Reichsstadt), DE-BW
59. Schwäbisch Hall (Reichsstadt), DE-BW
60. Schwalenberg (Grafschaft), DE-NW, DE-HE
61. Schwarzburg (Grafschaft, Fürstentum), DE-TH
62. Schwarzburg-Rudolstadt (Grafschaft, Fürstentum), DE-TH
63. Schwarzburg-Sondershausen (Grafschaft, Fürstentum), DE-TH
64. Schwarzenberg (Fürstentum), DE-BY, DE-BW, AT, CZ
65. Schwarzenberg-Klettgau (Herrschaft), DE-BW
66. Schweidnitz (Fürstentum), PL
67. Schweinfurt (Reichsstadt), DE-BY
68. Schweiz (Eidgenossenschaft), CH
69. Schwerin (Grafschaft), DE-MV
70. Schwerin (Hochstift, Fürstentum), DE
71. Schwyz (Eidgenössischer Ort), CH
72. Seckau (Bistum), AT
73. Seinsheim (Herrschaft), DE-BY
74. Siena (Republik), IT
75. Sigmaringen (Grafschaft), DE-BW
76. Sitten (Hochstift), CH
77. Soest (Freie Stadt), DE-NW
78. Söflingen (Reichsabtei), DE-BW
79. Solms (Grafschaft), DE-HE
80. Solms-Braunfels (Grafschaft), DE-HE
81. Solms-Hohensolms (Grafschaft), DE-HE
82. Solms-Hohensolms-Lich (Grafschaft), DE-HE
83. Solms-Laubach (Grafschaft), DE-HE
84. Solms-Rödelheim (Grafschaft), DE-HE
85. Solothurn (Reichsstadt, Eidgenössischer Ort), CH
86. Spanische Niederlande, NL, BE, LU, FR
87. Speyer (Hochstift), DE-RP, DE-BW
88. Speyer (Freie Reichsstadt), DE-RP
89. Spiegelberg (Reichsgrafschaft), DE-NI
90. Sponheim (Grafschaft), DE-RP
91. Stablo-Malmedy (Reichsabtei), BE, DE-RP
92. Stargard (Herrschaft, Land), DE-MV
93. Starkenburg (Grafschaft), DE-HE
94. Staufen (Herrschaft), DE-BY
95. Stedingen (Landschaft, Freie Bauerngemeinde), DE-NI
96. Steiermark (Herzogtum), AT, SI
97. Stein (Herrschaft), DE-RP
98. Steinfurt (Herrschaft, Grafschaft), DE-NW
99. Stettin (Herzogtum), DE-MV, PL
100. Stolberg (Grafschaft), DE-ST, DE-TH
101. Stormarn (Landschaft), DE-SH, DE-HA
102. Störnstein (Gefürstete Reichsgrafschaft), DE-BY
103. Straßberg (Herrschaft), DE-BW
104. Straßburg (Hochstift), FR
105. Straßburg (Freie Reichsstadt), FR
106. Stühlingen (Landgrafschaft), DE-BW
107. Sulz (Grafschaft), DE-BW
108. Sulzbürg-Pyrbaum (Herrschaft), DE-BY
109. Sundgau (Grafschaft), FR

## T
1. Tarasp (Herrschaft), CH
2. Teck (Herzogtum), DE-BW
3. Tecklenburg (Grafschaft), DE-NI
4. Thannhausen (Herrschaft, Grafschaft), DE-BY
5. Thierstein und Hochkönigsburg (Herrschaften), FR
6. Thorn (Reichsstift), NL
7. Thurgau (Landgrafschaft, Herrschaft), CH
8. Thüringen (Landgrafschaft), DE-TH
9. Thurn und Taxis (Fürstentum), DE-BW, DE-BY, DE-HE, BE
10. Tirol (Grafschaft, Gefürstete Grafschaft), AT, IT
11. Toggenburg (Grafschaft), CH
12. Toul (Hochstift), FR
13. Toul (Reichsstadt), FR
14. Trient (Hochstift), IT
15. Trier (Erzstift, Erzbistum, Kurfürstentum), DE, FR, LU
16. Triest (Reichsunmittelbare Stadt), IT
17. Troppau (Fürstentum), CZ, PL
18. Truhendingen (Grafschaft), DE-BY
19. Tübingen (Grafschaft, Pfalzgrafschaft), DE-BW
20. Türckheim (Reichsstadt, Zehnstädtebund), FR

## U
1. Überlingen (Reichsstadt), DE
2. Ulm (Reichsstadt), DE
3. Unterwalden (Eidgenössischer Ort), CH
4. Urach (Grafschaft), DE-BW
5. Ursberg (Reichsstift, Reichsabtei), DE
6. Ursern (Reichsunmittelbare Talschaft), CH-UR
7. Utrecht (Hochstift), NL
8. Uznach (Grafschaft), CH

## V
1. Vaduz (Grafschaft), FL
2. Vaudémont (Grafschaft), FR
3. Veldenz (Grafschaft, Fürstentum), DE-RP
4. Verden (Hochstift, Fürstentum, Herzogtum), DE-NI
5. Verden (Reichsstadt), DE-NI
6. Verdun (Hochstift), FR
7. Verdun (Reichsstadt), FR
8. Verona (Markgrafschaft), IT
9. Vianden (Grafschaft), LU, DE-RP
10. Virneburg (Grafschaft), DE-RP
11. Vogtei Rheintal (Gemeine Herrschaft), CH-SG
12. Vogtland (Reichsland), DE-SN, DE-TH, DE-BY
13. Vorarlberg (Landvogtei), AT
14. Vorderösterreich (Lande), DE-BW, DE-BY, FR, AT
15. Vorpommern (Herzogtum), DE-MV, PL

## W
1. Waadt (Herrschaft), CH
2. Waldburg (Truchsess, Grafschaft), DE-BW
3. Waldburg-Wolfegg (Truchsess, Grafschaft), DE-BW
4. Waldburg-Wolfegg-Waldsee (Truchsess, Grafschaft), DE-BW
5. Waldburg-Wolfegg-Wolfegg (Truchsess, Grafschaft), DE-BW
6. Waldburg-Zeil (Truchsess, Grafschaft), DE-BW
7. Waldburg-Zeil-Trauchburg (Truchsess, Grafschaft), DE-BW
8. Waldburg-Zeil-Wurzach (Truchsess, Grafschaft), DE-BW
9. Waldeck Eder (Grafschaft, Fürstentum), DE-HE
10. Waldeck Hunsrück (Herrschaft), DE-RP
11. Waldeck Oberpfalz (Herrschaft), DE-BY
12. Waldeck Odenwald (Herrschaft), DE-BW
13. Waldenburg Sachsen (Grafschaft), DE-SN
14. Walkenried (Abtei), DE-NI
15. Wallis (Grafschaft, Zugewandter Ort), CH
16. Wangen (Reichsstadt), DE-BY
17. Wartenberg (Reichsgrafschaft), DE-RP
18. Wartenberg (Freie Standesherrschaft), PL
19. Wartenburg (Herrschaft), A
20. Weil der Stadt (Reichsstadt), DE-BW
21. Weilnau (Grafschaft), DE-HE
22. Weimar (Grafschaft), DE-TH
23. Weimar-Orlamünde (Grafschaft), DE-TH
24. Weingarten (Reichsstift, Reichsabtei), DE-BW
25. Weißenau (Reichsstift, Reichsabtei), DE-BW
26. Weißenburg im Nordgau (Reichsstadt), DE-BY
27. Weißenburg im Elsass (Reichsstadt, Zehnstädtebund), FR
28. Weißenburg (Fürstpropstei), FR
29. Welzheim (Reichsunmittelbare Herrschaft), DE-BW
30. Welzheimer Siebzehner Sonderverwaltungsgebiet, DE-BW
31. Werden (Reichsabtei), DE-NW
32. Werdenberg (Grafschaft), CH
33. Werdenfels (Grafschaft), DE-BY
34. Werle (Herrschaft, Fürstentum), DE-NW
35. Wernigerode (Grafschaft), DE-ST
36. Wertheim (Grafschaft), DE-BW, DE-HE
37. Westerburg (Herrschaft), DE-RP
38. Westfalen (Herzogtum), (Nebenland von Kurköln) DE-NW, DE-HE
39. Wettenhausen (Reichsstift, Reichspropstei), DE
40. Wettin (Grafschaft), DE
41. Wetzlar (Reichsstadt), DE-HE
42. Wickrath und Schwanenberg (Herrschaft), DE-NW
43. Wied (Grafschaft, Fürstentum), DE-RP, DE-HE
44. Wied-Neuwied (Grafschaft), DE-RP
45. Wied-Runkel (Grafschaft), DE-HE
46. Wiesenburg (Herrschaft), DE-SN
47. Wiesensteig (Abtei, Kollegiatstift)
48. Wiesensteig (Herrschaft), DE-BW
49. Wiesentheid (Herrschaft, Reichsgrafschaft), DE-BY
50. Wildenberg (Herrschaft), DE-NW
51. Wildenburg (Herrschaft), DE-RP
52. Wildenfels (Herrschaft), DE-SN
53. Wildgrafen (Grafschaft), DE-RP
54. Wild- und Rheingrafschaft Wunstorf, DE-RP
55. Wimpfen (Reichsstadt), DE-BW
56. Windsheim (Reichsstadt), DE-BY
57. Winneburg und Beilstein (Herrschaft), DE-RP
58. Wittem, Eyß und Schlenacken (Reichsherrschaft), NL
59. Wittgenstein (Grafschaft), DE-NW
60. Wolfstein (Grafschaft), DE-BY
61. Worms (Hochstift), DE-RP
62. Worms (Reichsstadt), DE-RP
63. Württemberg (Grafschaft, Herzogtum, Kurfürstentum), DE-BW
64. Wunstorf (Grafschaft)[1], DE-NI; auf Karte bezeichnet als Kondominat Ricklingen
65. Wursten (Land), DE
66. Würzburg (Hochstift), DE-BY

## Y
1. Ysenburg-Büdingen-Büdingen (Grafschaft), DE-HE
2. Ysenburg-Büdingen-Marienborn (Grafschaft), DE-HE
3. Ysenburg-Büdingen-Meerholz (Grafschaft), DE-HE

## Z
1. Zeeland (Grafschaft), NL
2. Zell am Harmersbach (Reichsstadt), DE-BW
3. Ziegenhain (Grafschaft), DE-HE
4. Zollern (Grafschaft), DE-BW
5. Zug (Eidgenössischer Ort), CH
6. Zürich (Reichsstadt, Eidgenössischer Ort), CH
7. Zutphen (Herrschaft), NL
8. Zweibrücken (Grafschaft), DE-SL, DE-RP, FR
9. Zweibrücken-Bitsch (Grafschaft), DE-SL, DE-RP, FR
10. Zwiefalten (Abtei, Reichsabtei), DE-BW

## Abgrenzung gegenüber deutschsprachigen Territorien außerhalb des Heiligen Römischen Reiches
Die Territorien des Heiligen Römischen Reiches sind gegenüber solchen Territorien abzugrenzen, die zur Zeit des Heiligen Römischen Reiches Bestand hatten und deutschsprachige Bevölkerungsteile aufwiesen, aber entweder niemals Teil des Heiligen Römischen Reiches gewesen sind (insbesondere Territorien der Habsburgermonarchie) oder mit ihrer Begründung aus dem Reichsverband ausschieden. Zu diesen Gebieten zählen insbesondere:
1. Banat, RS, RO
2. Bessarabien, MD, UA
3. Bukowina (Herzogtum), UA, RO
4. Danzig (Stadt), PL
5. Deutschordensstaat, EE, LV, LT, RU, PL
6. Galizien und Lodomerien (Königreich), UA, PL
7. Ermland (Hochstift), PL, RU
8. Estland, EE
9. Kulm (Land), PL
10. Kurland, LV
11. Kroatien (Königreich), HR
12. Livland, EE, LV
13. Pommerellen (Herzogtum), PL
14. Ostpreußen (Herzogtum, Königreich), PL, RU, LT
15. Schleswig (Herzogtum), DE-SH, DK
16. Schweizerische Eidgenossenschaft 1 (Staatenbund), CH, IT, DE-BW, DE-BY, FR
17. Slawonien (Königreich), HR
18. Siebenbürgen (Großfürstentum), RO
19. Südpreußen, PL
20. Ungarn (Königreich), AT, HU, SK, SI, UA